# If You Were with Me Now
If You Were with Me Now – piosenka i drugi singel z czwartego albumu australijskiej piosenkarki pop Kylie Minogue, zatytułowanego Let’s Get to It. Nagrała ją w duecie z amerykańskim piosenkarzem R&B Keithem Washingtonem. Poza nimi, piosenkę napisali ówcześnie stali współpracownicy wokalistki, Mike Stock i Pete Waterman, którzy podjęli się także produkcji. Był to pierwszy singel, którego współautorką była Minogue. O wyborze piosenki na singla zdecydowała przychylna reakcja stacji radiowych. Piosenka odniosła sukces w Wielkiej Brytanii, Irlandii i Republice Południowej Afryki, gdzie dotarła do pierwszej dziesiątki zestawień. Minogue nagrała swój śpiew w Londynie, Washington w Stanach Zjednoczonych. Prawdopodobnie nie spotkali się również podczas realizacji teledysku, gdyż w żadnym ujęciu duet nie pojawia się razem. Artystka wykonywała piosenkę jedynie podczas Let’s Get to It Tour.

## Lista piosenek
Singel CD
1. „If You Were with Me Now" – 3:10
2. „I Guess I Like It like That" – 5:59
3. „If You Were with Me Now" (extended) – 5:06

Australia - singel CD
1. „If You Were with Me Now" – 3:10
2. „I Guess I Like It Like That" (edit) – 3:42
3. „I Guess I Like It Like That" – 6:00

Nowa Zelandia - kaseta magnetofonowa
1. „If You Were with Me Now" – 3:10
2. „I Guess I Like It Like That" (7") – 3:42

Wielka Brytania - płyta gramofonowa
1. „If You Were with Me Now" (extended) – 5:11
2. „I Guess I Like It Like That" – 6:00

Australia - singel 12"
1. „I Guess I Like It Like That" – 6:00
2. „I Guess I Like It Like That" (edit) – 3:30
3. „If You Were with Me Now" – 3:10

Wersja 12-calowa singla zawierała piosenkę "I Guess I Like It Like That" jako strona A singla. Z racji formy takiego wydania piosenki, nie weszła na listę ARIA Charts.

## Skład
- Kylie Minogue - autor, śpiew
- Keith Washington - autor, śpiew
- Julian Gingell – keyboard
- Kaydeebee Pty Ltd – fotografia
- Carol Kenyon - chórki
- Kae McKenna - chórki
- Mike Stock - autor, chórki, keyboard, producent
- Pete Waterman - autor, producent

## Listy przebojów
| Lista (1991)                            | Najwyższa pozycja |
| --------------------------------------- | ----------------- |
| Australia (Top 50 Singles)              | 23                |
| Belgia (Flandria) (Ultratop 50 Singles) | 31                |
| Holandia (Single Top 100)               | 56                |
| Niemcy (Top 100 Singles)                | 61                |
| Wielka Brytania (UK Singles Chart)      | 4                 |